# ABBYY FineReader
ABBYY FineReader este un software de recunoaștere optică a caracterelor dezvoltat de ABBYY. 
Acest software realizează transformarea imaginii documentelor (fotografii, scanări, fișiere PDF) în formate electronice, editabile, mai ales în Microsoft Word, Microsoft Excel, Microsoft Powerpoint, RTF (Rich Text Format), HTML, PDF, PDF/A, PDF cu posibilitate de căutare text, CSV, text (text simplu) fișiere etc. Începând cu versiunea 11 fișierele pot fi salvate în format „djvu”. Versiunea 12 recunoaște 190 de limbi și are corector integrat pentru 48 dintre acestea.
Peste 20 de milioane de oameni utilizează ABBYY FineReader în toată lumea. FineReader a fost dezvoltat pe baza tehnologiei OCR (recunoașterea optică a caracterelor) a ABBYY, cu licență de la  Fujitsu, Panasonic, Xerox, Samsung și alte companii.

## Comparație cu versiunile anterioare
| Versiune       | Nouă și îmbunătățită față de versiunea anterioară, în | Nouă și îmbunătățită față de versiunea anterioară, în | Nouă și îmbunătățită față de versiunea anterioară, în |
| Versiune       | recunoaștere | performanțe și utilizabilitate | situații de utilizare |
| -------------- | --- | --- | --- |
| FineReader 12  | - Păstrarea îmbunătățită a dispunerii generale în pagină, a tabelelor, diagramelor și graficelor. - Recunoaștere cu 10% mai bună în ebraică.                                                                           | - Documentele se deschid aproape instantaneu. - Transformă documentele cu până la 15% mai rapid. - Interfață modernă, integrare cu Win8 în vederea eficientizării activităților.                                          | - Copiere rapidă a fragmentelor de text sau de tabele în clipboard, fără a fi necesară recunoașterea întregului document. - Conlucrare directă cu spații de stocare cloud. - Fișierele PDF generate arată mai bine decât originalul datorită PreciseScan și a noilor instrumente de rafinare a imaginilor |
| FineReader 11  | - Recunoaștere cu 25% mai bună în cazul tabelelor. - Reconstituirea semnelor de carte PDF. - Recunoașterea limbii arabe.                                                                                               | - Transformă documentele cu până la 45% mai rapid. - Posibilitate de eliminare a informațiilor sensibile sau confidențiale.                                                                                               | - Transformă documentele în formatul nativ pentru dispozitivele portabile: dispozitive de citit cărți electronice (e-book reader), tablete. - Transformă cărțile de vizită în intrări de agendă electronică.                                                                                              |
| FineReader 10  | - ADRT reconstituie cuprinsul și anteturile ierarhice. - Recunoaște imaginile realizate cu camera telefonului mobil. - Precizie mai bună cu până la 30%.                                                               | - Se obțin rezultatele cu mai puține clicuri ale mausului datorită interfeței utilizator cu totul noi, optimizate și a meniului QuickTasks                                                                                | - Arhivarea în PDF este de până la 10 ori mai compactă și cu până la 50% mai rapidă datorită tehnologiei de arhivare MRC. |
| FineReader 9.0 | - Tehnologia ADRT reconstituie anteturile și subsolurile, notele de subsol, numerotarea paginilor cu elemente de formatare native din Microsoft Word. - Precizie mai bună cu 35%. - Recunoașterea textelor în ebraică. | - Detectează automat limba în care este scris documentul. - Este mult mai rapid pe calculatoarele cu procesoare multicore. - Funcția QuickTasks pentru activitățile care apar frecvent, accesibile printr-un singur clic. | - Utilizarea unei camere digitale în locul unui scaner, cu funcție de detectare automată și preprocesare a imaginilor realizate cu camera. - Transformarea automată a imaginilor și fișierelor PDF anexate la mesaje e-mail.                                                                              |
| FineReader 8.0 | - Recunoașterea documentelor fotografiate datorită funcției OCR pentru camere digitale. - Imaginile de slabă calitate ale documentelor sunt recunoscute cu o precizie mai bună cu 30%.                                 | - Transformare cu viteză dublă în modul de lucru opțional Fast Mode. - Automatizarea activităților care apar cel mai frecvent.                                                                                            | - Transformarea fișierelor PDF la un nivel superior datorită suportului pentru setări de securitate PDF. - Prelucrare în loturi fără intervenția utilizatorului prin funcția HotFolder. |

## Premii
- „Cel mai bun software în 2009” (revista „Hard & Soft” din Rusia)
- 27 octombrie 2010: „Produsul anului testat în laboratoare” acordat de revista „Document Manager” din Marea Britanie
- În vara anului 2010, FineReader Express Edition pentru Mac a cucerit marele premiu la categoria „Cel mai bun software profesional” în cadrul ceremoniei Macworld Awards.
- „Editor Choice Award” din partea revistei CHIP, decembrie 2011, Turcia
- PC Magazine. Cel mai bun software al lunii 2011
- „Recomandat” de revista VIDI, Croația, 2012
- „Lider de tendințe”, acordat de KM World, 2013[13]
- „Cel mai bun produs în 2013” (revista „Mir PK” din Rusia)
- PCMag Editors' Choice 2014[14]
- Alte premii[15].

## Link-uri
- Site-ul oficial al ABBYY în România Arhivat în 17 noiembrie 2015, la Wayback Machine.
- Manualul de utilizare al ABBYY FineReader 12 în limba română[nefuncțională]
- FineReader Online Arhivat în 8 septembrie 2017, la Wayback Machine.